# Kraftwerk Bergvik
Das Kraftwerk Bergvik ist ein Wasserkraftwerk in der schwedischen Ortschaft Bergvik, Gemeinde Söderhamn, Provinz Gävleborgs län, das am Ljusnan liegt. Das Kraftwerk ging 1961 in Betrieb. Es ist im Besitz von Fortum und wird auch von Fortum betrieben.

## Absperrbauwerk
Das Absperrbauwerk besteht aus einer Gewichtsstaumauer aus Beton mit einer Länge von ungefähr 180 m. Die Wehranlage befindet sich in der Flussmitte, das Maschinenhaus liegt auf der nördlichen Flussseite.
Das Absperrbauwerk wurde an einer Engstelle des Ljusnan errichtet, die die beiden Seen Bergviken und Marmen verbindet. Das Stauziel des Bergviken liegt bei 45,65 m m.

## Kraftwerk
Das Kraftwerk Bergvik ging 1961 in Betrieb; es verfügt mit zwei Kaplan-Turbinen über eine installierte Leistung von 16,2 MW. Die durchschnittliche Jahreserzeugung liegt bei 107 Mio. kWh.
Die Fallhöhe beträgt 8,2 m. Der maximale Durchfluss liegt bei 120 m³/s je Turbine. Im Jahr 2018 erhielt Fortum die Genehmigung, die alten Turbinen durch neue zu ersetzen. Nach dem Austausch der Turbinen wird der Durchfluss bei 150 m³/s je Turbine liegen.